# Scott Eastwood

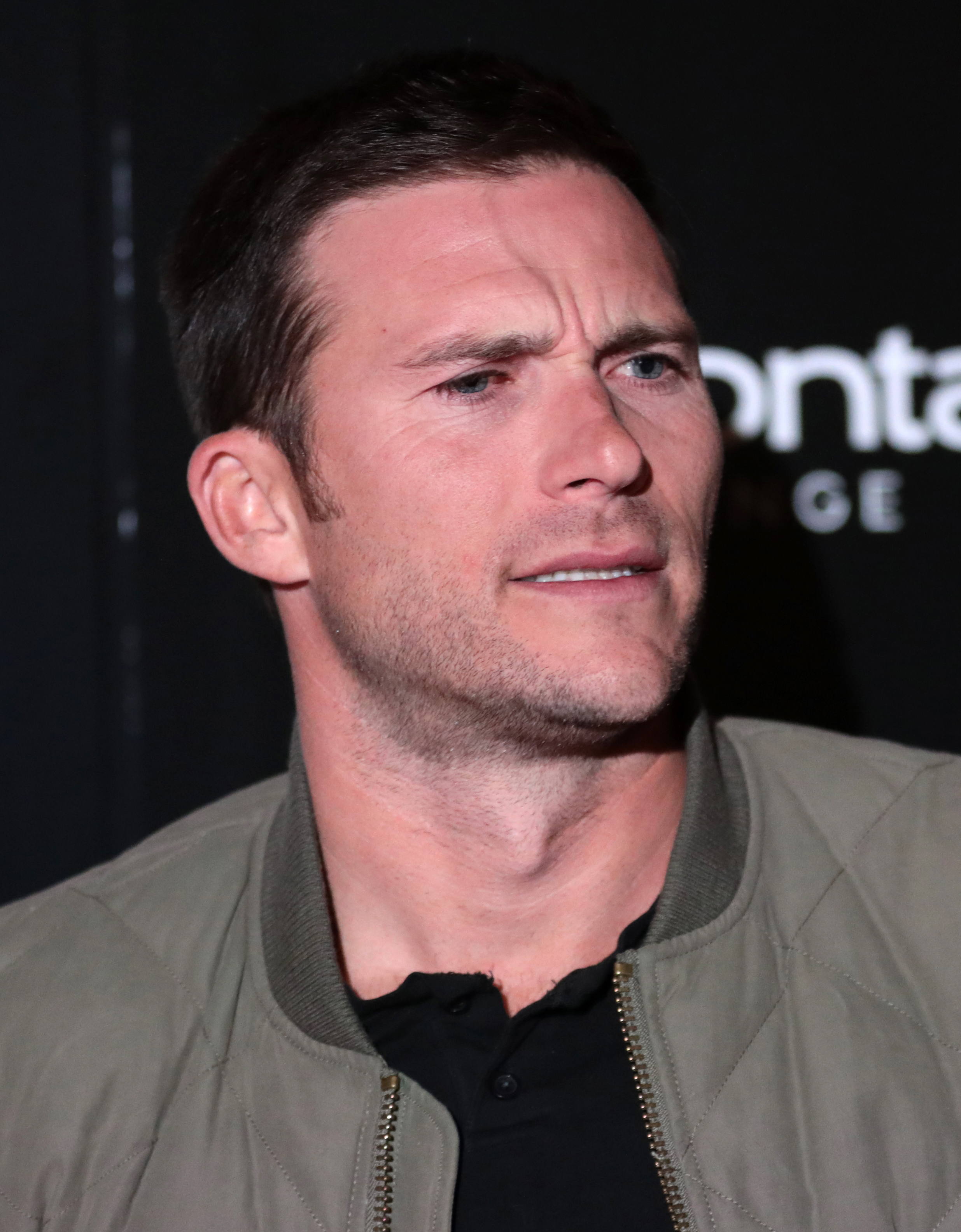
Scott Eastwood (2023)

Scott Eastwood, eigentlich Scott Clinton Reeves, (* 21. März 1986 in Carmel-by-the-Sea, Kalifornien) ist ein US-amerikanischer Schauspieler, der auch unter seinem Geburtsnamen Scott Reeves in Erscheinung tritt.

## Leben
Scott Eastwood ist der Sohn des Schauspielers und Regisseurs Clint Eastwood und der Flugbegleiterin Jacelyn Reeves. Eastwood wuchs bis zu seinem zehnten Lebensjahr in Carmel-by-the-Sea auf, danach zog er mit seiner Mutter nach Hawaii. Er verbrachte vier Jahre auf Hawaii, bevor er nach Kalifornien zurückkehrte, wo er die Carmel High School abschloss. Er besuchte die Loyola Marymount University in Los Angeles, wo er 2008 seinen Abschluss in Kommunikationswissenschaften machte.

## Karriere
Sein Schauspieldebüt gab er 2006 mit einer kleinen Nebenrolle in Flags of Our Fathers unter der Regie seines Vaters. Auch in Clint Eastwoods Filmen Gran Torino (2008) und Invictus – Unbezwungen (2009) war er in Nebenrollen zu sehen, 2012 spielte er in Robert Lorenz’ Sportdrama Back in the Game an der Seite seines Vaters. Größere Rollen folgten mit den Filmen Texas Chainsaw 3D (2013), Herz aus Stahl (2014) und Kein Ort ohne dich (2015). Außerdem wirkte er im Musikvideo zu Taylor Swifts Wildest Dreams (2015) mit.
Im Jahr 2017 übernahm er eine Rolle im Film Fast & Furious 8 als Little Nobody. In der Fortsetzung Fast & Furious 10 von 2023 war er erneut in dieser Rolle zu sehen.
Überwiegend wird er von Sven Hasper synchronisiert.

## Filmografie (Auswahl)
- 2006: Flags of Our Fathers
- 2007: An American Crime
- 2008: Gran Torino
- 2009: Invictus – Unbezwungen (Invictus)
- 2009: Ein Pferd fürs Leben (Amazing Racer)
- 2011: The Lion of Judah
- 2011: Enter Nowhere
- 2012: Farben der Liebe (The Forger)
- 2012: Back in the Game (Trouble with the Curve)
- 2012: Mavericks – Lebe deinen Traum (Chasing Mavericks)
- 2013: Texas Chainsaw 3D
- 2013: Chicago Fire (Fernsehserie, Episoden 1x22–1x23)
- 2014: Die perfekte Welle (The Perfect Wave)
- 2014: Herz aus Stahl (Fury)
- 2014: Stranded
- 2015: Kein Ort ohne dich (The Longest Ride)
- 2015: Diablo
- 2016: Mercury Plains – Wüstensöhne (Mercury Plains)
- 2016: Snowden
- 2016: Suicide Squad
- 2017: Walk of Fame
- 2017: Fast & Furious 8 (The Fate of the Furious)
- 2017: Overdrive
- 2018: Pacific Rim: Uprising
- 2020: The Outpost – Überleben ist alles (The Outpost)
- 2021: Cash Truck (Wrath of Man)
- 2021: Dangerous
- 2022: I Want You Back
- 2023: Fast & Furious 10 (Fast X)
- 2025: Alarum
- 2025: Tin Soldier

Musikvideo
- 2015: Taylor Swift – Wildest Dreams